# Mietlica skalna
Mietlica skalna (Agrostis rupestris All.) – gatunek rośliny należący do rodziny wiechlinowatych (traw).

## Rozmieszczenie geograficzne
Występuje w Europie i północno-zachodniej Afryce. W Polsce rośnie w Karkonoszach, na Babiej Górze i w Tatrach.

## Morfologia
PokrójTrawa gęstokępkowa.
ŁodygaŹdźbło do 20 cm wysokości.
Liście1–2 sztywne liście łodygowe szerokości około 1 mm.
KwiatyZebrane w brunatnofioletowe kłoski długości 2–3 mm, te z kolei równomiernie rozrzucone na gładkich, nagich gałązkach wiechy. Ość plewki dolnej wyrasta w jej dolnej części i jest około dwa razy dłuższa od plew.

## Biologia i ekologia
Bylina, hemikryptofit, oreofit. Rośnie na skałach i halach. Kwitnie w lipcu i sierpniu. Gatunek charakterystyczny wysokogórskich muraw acydofilnych z klasy Juncetea trifidi.

## Zmienność
Gatunek zróżnicowany na dwa podgatunki:
- Agrostis rupestris subsp. pyrenaica (Pourr.) Dostál – występuje w Pirenejach,
- Agrostis rupestris subsp. rupestris – rośnie w całym zasięgu gatunku.